# NGC 5747
NGC 5747 est une galaxie spirale relativement éloignée et située dans la constellation du Bouvier. Sa vitesse par rapport au fond diffus cosmologique est de 9 102 ± 15 km/s, ce qui correspond à une distance de Hubble de 134,3 ± 9,4 Mpc (∼438 millions d'al). NGC 5747 a été découverte par l'astronome germano-britannique William Herschel en 1784. Cette galaxie a aussi été observée par l'astronome français Guillaume Bigourdan le 12 avril 1898 et elle a été inscrite à l'Index Catalogue sous la cote IC 4493. 
NGC 5747 présente une large raie HI. Selon la base de données Simbad, NGC 5747 est une radiogalaxie.
La base de données NASA/IPAC indique que NGC 5747 est une paire de galaxies et elle donne une double classification (Sa + Sb). Pour obtenir les données de la galaxie IC 4493 (PGC 52638), on peut utiliser la requête NGC 5747 NED02 et non NGC 5747. Le point lumineux visible au sud est la galaxie : PGC 93126 dont la distance de Hublle est égale à  131,56 ± 9,27 Mpc (∼429 millions d'al). Considérant les incertitudes sur les distances de ces deux galaxies, elles pourraient constituer une paire en interaction gravitationnelle. Cependant, Herschel n'a certainement pas observé PGC 93126, car la description que donne John Dreyer de l'observation d'Herschel (extremely faint, small) ne correspond pas à une paire de galaxies.